# Huonia epinephela
Huonia epinephela – gatunek ważki z rodziny ważkowatych (Libellulidae).